# ماكس هوفمان (رجل أعمال)
ماكس هوفمان (بالإنجليزية: Max Hoffman)‏ هو شخصية أعمال أمريكي، ولد في 12 نوفمبر 1904 في فيينا في النمسا، وتوفي في 9 أغسطس 1981 في الولايات المتحدة.
كان يعمل في نيويورك على استيراد السيارات الأوروبية الفاخرة وتوزيعها في أنحاء مختلفة من الولايات المتحدة خلال الخمسينيات من القرن العشرين، ومع صلابة مركزه في سوق السيارات، فقد كان مؤثرًا في تطوير بعض الأنواع الفارهة من السيارات مثل مرسيدس بنز 300 إس إل، وبسبب مساهماته في تطوير السيارات الرياضية وسباقات السيارات فقد تم اختياره في الصالة الفخرية للسيارات في سنة 2003.

## وصلات خارجية
- مقال عن ماكس هوفمان في نيويورك تايمز، 2007 (بالإنجليزية) - نسخة مؤرشفة
- مقال عن ماكس هوفمان في مجلة دير شبيغل (بالألمانية)، 1968 - نسخة مؤرشفة